# حمض الفثاليك
حمض الفثاليك هو مركب كيميائي ينتمي إلى الأحماض ثنائية الكربوكسيل العطرية، له الصيغة الكيميائية C8H6O4، والتي يمكن كتابتها على الشكل C6H4(COOH)2. يوجد المركب على شكل صلب أبيض اللون، ويوجد منه مصاوغان وهما حمض الإيزوفثاليك وحمض التيريفثاليك. يطلق على أملاح واسترات المركب اسم فثالات.

## التحضير
حضر المركب أول من مرة من الكيميائي أوغست لورين Auguste Laurent سنة 1836 من أكسدة النفثالين؛ ثم أكد الكيميائي جان شارل غاليسارد دي مارينياك البنية وأعطاه الاسم الحالي.
يحضر المركب صناعياً من الأكسدة الحفزية للنفثالين أو أورثو-الزيلين إلى أنهيدريد الفثاليك، والذي يحول لاحقاً إلى حمض الفثاليك.

## الخواص

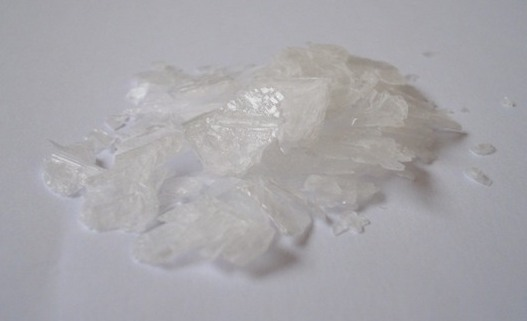
بلورات حمض الفثاليك

يوجد المركب في الشروط القياسية على شكل صلب عديم اللون، يتبلور وفق نظام بلوري أحادي الميل. للمركب انحلالية متوسطة في الماء.
المتصاوغات المحتملة للمركب هي:
|                       |                      |                      |
| حمض الفثاليك          | حمض الإيزوفثاليك     | حمض التيريفثاليك     |
| (أورثو- حمض الفثاليك) | (ميتا- حمض الفثاليك) | (بارا- حمض الفثاليك) |

يؤدي اختزال حمض الفثاليك بملغمة الصوديوم في وجود الماء إلى الحصول على 3،1-حلقي الهكساديين.

## الاستخدامات
يعد المركب كمادة بادئة لتحضير أنهيدريد الفثاليك والذي له استخدامات واسعة في صناعة البوليميرات. كما يعد الملح فثالات هيدروجين البوتاسيوم من المواد القياسية المعيارية في الكيمياء التحليلية.